# 샤이엔 킴볼
샤이엔 킴볼(영어: Cheyenne Kimball, 1990년 7월 27일~)은 미국의 싱어송라이터, 음악가이다.